# Carlos Moreno de Caro
Carlos Abraham Moreno de Caro (Barranquilla, 24 de marzo de 1946) es un ingeniero industrial y político colombiano.
Reconocido porque con su movimiento Dejen jugar al Moreno  fue candidato a la Alcaldía de Bogotá  y Senador de la República, también es fundador de la Institución Universitaria de Colombia.

## Biografía

### Estudios
Graduado de ingeniería industrial por la Universidad de Florida, ha realizado postgrados en administración de empresas y gestión de la calidad. Profesor de varias universidades y empresario. 

### Trayectoria política
A principios de los noventa decide fundar la Corporación de Educación Superior del Trabajo (que se publicitaba como la "Universidad del Trabajo"), desde la cual, como rector, empieza a darse a conocer en el mundo político. Llega al Partido Conservador de la mano de J. Emilio Valderrama y a través de un enorme despliegue publicitario de sus actos populistas como rector adquiere gran notoriedad en la política bogotana. En 1994 funda el movimiento Defensa Ciudadana y postula a la Alcaldía de Bogotá contando con el respaldo conservador; termina ubicado en el tercer lugar, detrás del profesor Antanas Mockus y de Enrique Peñalosa. 
Por entonces su universidad perdió la personería jurídica debido a múltiples irregularidades relacionadas con su actividad política, pero Moreno de Caro se mantuvo como líder de un amplio sector popular de la ciudad, por lo que decidió realizar un segundo intento de llegar a la alcaldía en 1997. Para estas elecciones Moreno de Caro resultó ser el gran favorito (prometiendo incluso el polémico Metro de Bogotá), pero los demás sectores políticos decidieron respaldar a Enrique Peñalosa, quien se lanzó como independiente, con el propósito de evitar el triunfo del dirigente populista y lo lograron. 

#### Senador de la república de Colombia
En 1998 llegó al Senado de Colombia con una de las más altas votaciones del país, y se destacó por su excentricidad, como en la ocasión en la que llevó veneno para ratas al recinto del Congreso, para acabar con las "ratas políticas" que según él invadían el Capitolio. 
En 2000 renunció al Senado para postularse nuevamente a la alcaldía de Bogotá, pero declinó su postulación para aspirar al Concejo de la ciudad por su nuevo movimiento "Dejen jugar al Moreno", obteniendo la mayor votación. Apenas cuatro meses después de posesionarse se retiró del cabildo para emprender su campaña de regreso al Senado y logró recuperar su escaño en las elecciones de 2002, si bien con una votación mucho más moderada. Durante este cuatrienio se convierte en uno de los más fervientes y fanáticos seguidores del Presidente Álvaro Uribe Vélez y en 2003 consiguió ubicar a su hermano Isaac Moreno de Caro como concejal de Bogotá; manteniendo su característica excentricidad, Moreno de Caro es recordado en esta legislatura por haber llevado alacranes vivos al recinto del Senado para compararlos con los senadores Édgar Artunduaga y Piedad Córdoba. 
En las elecciones de 2006 decidió, pese a la reforma política, mantener la independencia de su movimiento, pero no obtuvo los votos suficientes para alcanzar el umbral electoral, a pesar de haber incluido en su lista a la polémica congresista Rocío Arias Hoyos.

#### Embajador de Colombia ante Sudáfrica
Entonces tras dejar su escaño en el Senado plantea la opción de postular a la alcaldía de la ciudad de Soacha, vecina de Bogotá, pero al ser designado por el gobierno de Álvaro Uribe como embajador de Colombia en Sudáfrica declina la posibilidad. Ocupó el cargo entre 2006 y 2008, cuando fue relevado por el narrador deportivo Édgar Perea. Cuando fue designado embajador de Sudáfrica, asistieron como testigos la exreina de belleza Vanessa Mendoza, el exfutbolista Carlos Valderrama y 2 desmovilizados de las Autodefensas, esto como sugerencia del gobierno sudafricano.